# I'm on One
"I'm on One" é uma canção de hip-hop do artista americano DJ Khaled, lançado como o segundo single de seu quinto álbum de estúdio, We the Best Forever. A canção apresenta prestações vocais dos artistas de hip-hop Drake, Rick Ross e Lil Wayne e produção dos produtores canadenses T-Minus, Kromatik e Noah "40" Shebib. Foi lançado para download digital nos Estados Unidos em 20 de Maio de 2011. O tema até agora atingiu o número dez na Billboard Hot 100, tornando-se no primeiro top dez nos Estados Unidos tanto para DJ Khaled e Rick Ross. É também o tema com Rick Ross que atingiu a melhor posição na Hot 100. Foi igualmente o tema de DJ Khaled com melhor desempenho na mesma até maio de 2017, quando "I'm The One" entrou diretamente para a liderança dessa mesma tabela. O tema foi nomeado para a edição de 2012 do Grammy Awards, na categoria de Best Rap/Sung Collaboration, mas perdeu para "All of the Lights", de Kanye West.
| Tabela (2011)                            | Posição de pico |
| ---------------------------------------- | --------------- |
| Canadian Hot 100                         | 67              |
| UK R&B (The Official Charts Company)     | 24              |
| UK Singles (The Official Charts Company) | 78              |
| Billboard Hot 100                        | 10              |
| Hot R&B/Hip-Hop Songs (Billboard)        | 1               |
| Rap Songs (Billboard)                    | 1               |
| Global Track Chart                       | 3               |

## Histórico de lançamento
| Região         | Data               | Formato          | Editora discográficas                                   |
| -------------- | ------------------ | ---------------- | ------------------------------------------------------- |
| Estados Unidos | 20 de maio de 2011 | Download digital | We the Best, Terror Squad, Cash Money, Universal Motown |